# Zydeco

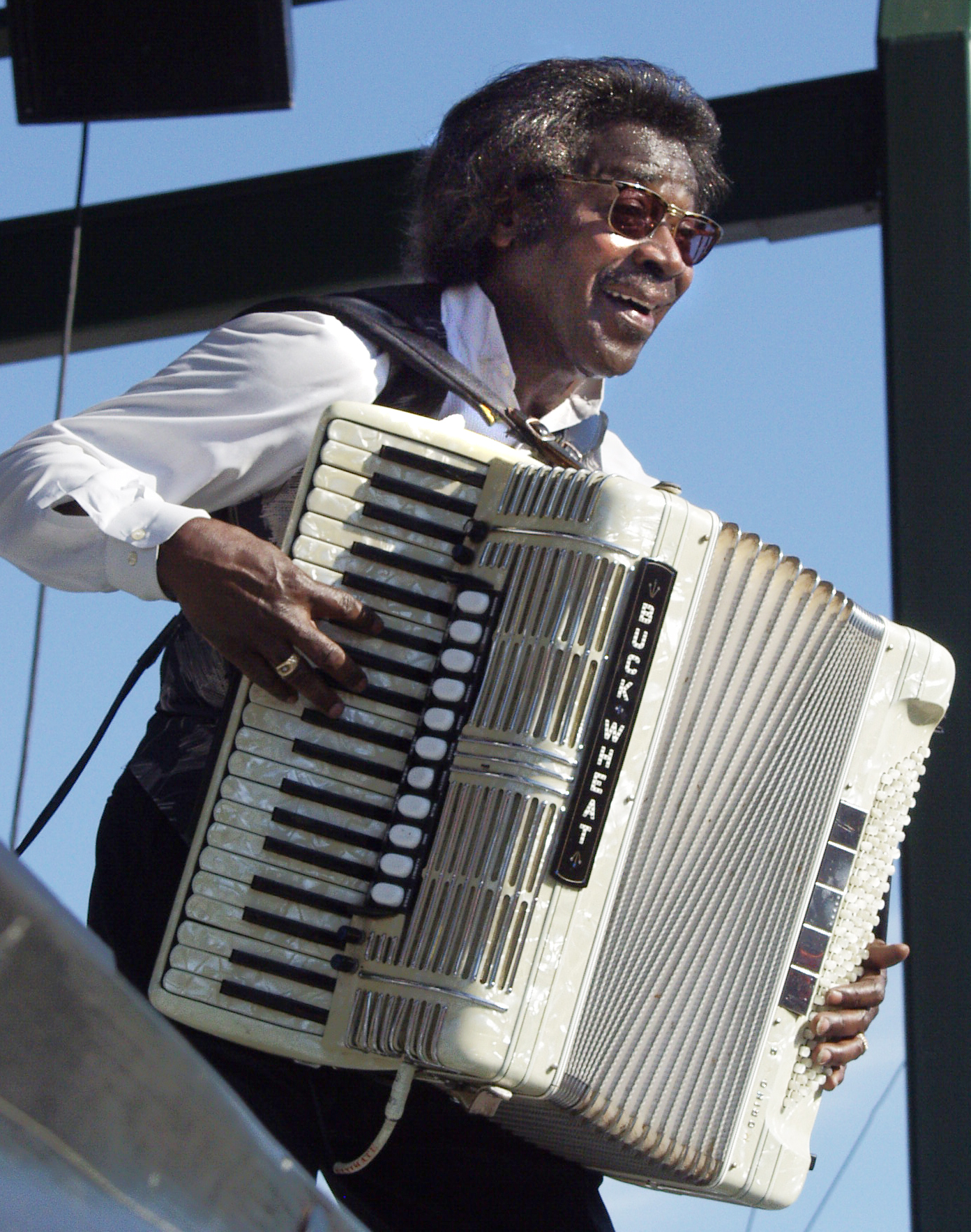
Buckwheat Zydeco, músico do estilo zydeco, tocando no Festival International de Louisiane

Zydeco é um estilo de música folk norte-americano originado no início do século XX no sudoeste da Louisiana por falantes do creole. Mistura blues, rhythm and blues e música local dos povos crioulos e nativos da Louisiana. Uma das características do gênero é a presença constante do som do acordeon.
Acredita-se que a palavra “zydeco” provenha do francês cajun e signifique haricos (“feijões” em francês), ingrediente tradicional da comida local.

## Artistas
- Psycho Zydeco Sydney, New South Wales
- Zydecats Fremantle, Western Australia
- Chubby Carrier  USA
- MOJO and The Bayou Gysies  Worldwide
- Terrance Simien and the Zydeco Experience  Worldwide
- Zydamax Midlothian, Texas
- LocoZydeco Toronto, Canada